# Regionales Schutzgebiet Bosque Moyán – Palacio
Das Regionale Schutzgebiet Bosque Moyán – Palacio (span. Área de Conservación Regional Bosque Moyán – Palacio) befindet sich in der Region Lambayeque in Nordwest-Peru. Das Schutzgebiet wurde am 22. Juni 2011 durch das Dekret D.S. Nº 013-2011-MINAM eingerichtet. Die Regionalregierung von Lambayeque ist die für das Schutzgebiet zuständige Behörde. Das Schutzgebiet besitzt eine Größe von 84,58 km². Es dient der Erhaltung eines collinen und montanen Trockenwald-Areals. Es wird in der IUCN-Kategorie VI als ein Schutzgebiet geführt, dessen Management der nachhaltigen Nutzung natürlicher Ökosysteme und Lebensräume dient.

## Lage
Das Schutzgebiet befindet sich am Westrand der peruanischen Westkordillere im Nordwesten Perus. Es liegt im Nordwesten des Distrikts Salas in der Provinz Lambayeque, 85 km ostnordöstlich der Regionshauptstadt Chiclayo sowie 17 km ostsüdöstlich der Kleinstadt Olmos. Es liegt in Höhen zwischen 300 m und 1480 m. Im Schutzgebiet befindet sich das Quellgebiet des Río Chotoque. Im Süden reicht das Schutzgebiet bis zum Río Chiniama, rechter Quellfluss des Río Motupe.

## Ökologie
In dem Schutzgebiet leben 95 Vogelarten, darunter der Weißschwingenguan (Penelope albipennis). Ferner kommen in dem Gebiet 4 Amphibienarten, 12 Reptilienarten sowie 17 Säugetierarten vor. Zu letzteren zählen Hirsche, der Brillenbär (Tremarctos ornatus) und der Puma (Puma concolor). Zur Flora im Schutzgebiet gehören die Baum- und Straucharten Loxopterigium huasango (hualtaco), Bursera graveolens (palo santo), Eriotheca discolor (pasallo) und Vachellia macracantha (faique).